# Großer Mühldorfer See

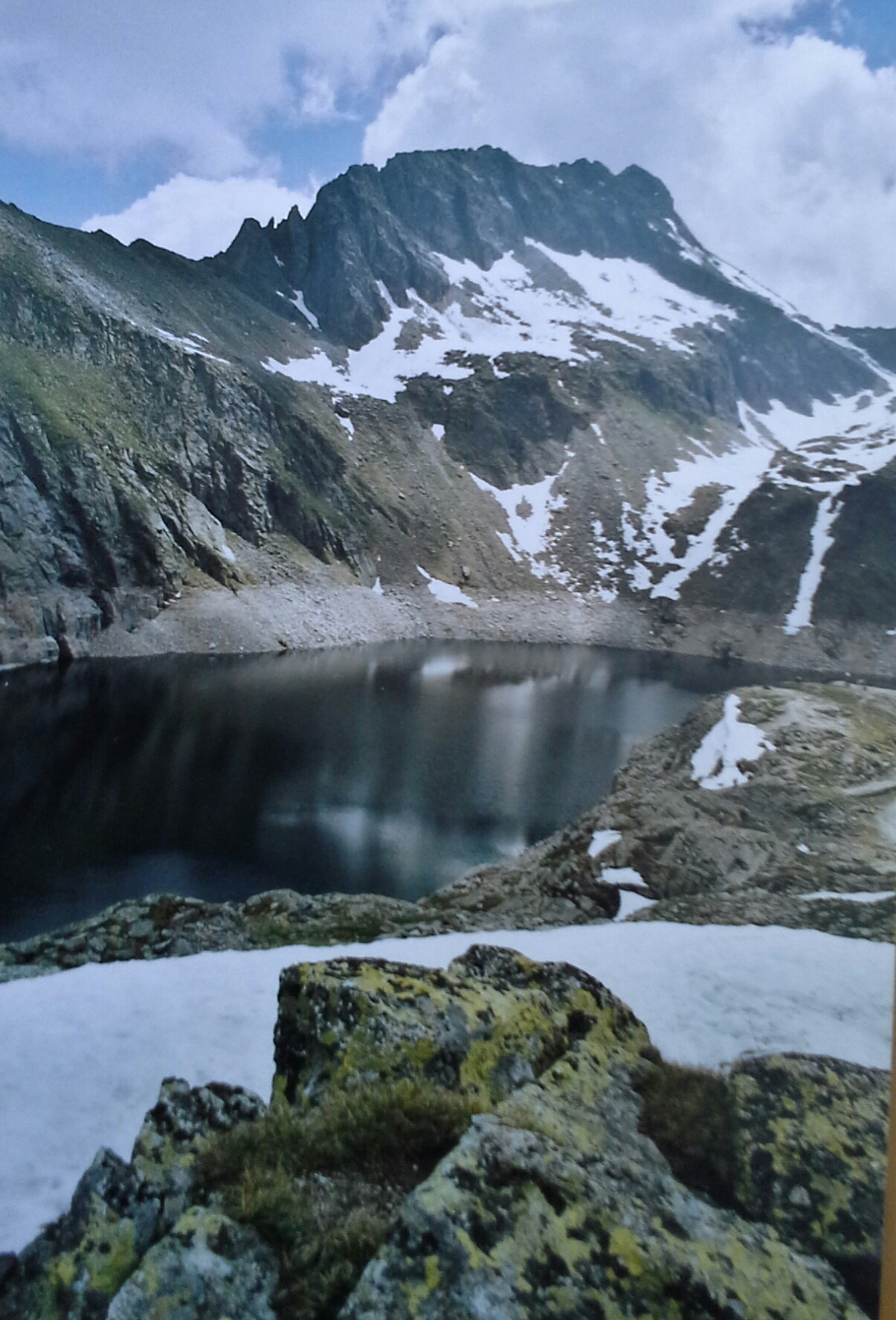
Großer Mühldorfer See mit Blick zur Hohen Leier.

Der Große Mühldorfer See ist ein Stausee mit einem Stauziel von 2319 m ü. A., der sich innerhalb der Reißeckgruppe in der österreichischen Gemeinde Mühldorf befindet. Er verfügt über ein Speichervolumen von 7,8 hm³ und liegt im Einzugsgebiet des Mühldorfer Bachs. 
Der ursprünglich natürliche Karsee (2284 m) wurde von 1954 bis 1957 durch den Bau einer 46,5 m hohen Gewichtsstaumauer mit einer 432,7 m langen, leicht gekrümmten Krone vergrößert. Der Große Mühldorfer See diente ab der Inbetriebnahme als größter von insgesamt vier Jahresspeichern der ehemals eigenständigen Kraftwerksgruppe Reißeck-Kreuzeck (Stufe Reißeck Jahresspeicher, 67,5 MW). Seit 2016 fungiert er als Oberdecken für das neu errichtete Pumpspeicherkraftwerk Reißeck II (430 MW) innerhalb der neu geschaffenen Kraftwerksgruppe Malta-Reißeck der Verbund Hydro Power, einem Zusammenschluss der Kraftwerkgruppen Malta und Reißeck-Kreuzeck. Dazu wurde der See 2013 entleert, um eine Ertüchtigung der Talsperre in Hinblick auf die geänderte Bewirtschaftung durchzuführen.
Beim Bau der Staumauer wurde erstmals in Österreich eine verlorene Schalung aus vorgefertigten Betonplatten angewandt. Die Fugen wurden mit Kunststoffstreifen abgedichtet, die jährlich bei Niedrigwasser überprüft und ausgebessert werden mussten. Dies war ein wesentlicher Grund für die Erneuerungsmaßnahmen, da es mit der Nutzung als Wochen- und Tagesspeicher keine längeren Niedrigwasserphasen mehr geben wird. Dabei wurden Injektionsdichtungen durchgeführt und auf die 11.500 m² große wasserseitige Fläche eine Kunststoffmembran aufgebracht. Auch die Überwachungseinrichtungen wurden verbessert.
Seit 2021 befindet sich das Pumpspeicherkraftwerk Reißeck II plus (45 MW) in Bau. Dieses wird den Großen Mühldorfer See als Unter- und den rund achtzig Meter höher gelegenen Kleinen Mühldorfer See als Oberbecken nutzen.
Mit der Aufnahme des öffentlichen Verkehrs auf der werkseigenen Reißeck-Höhenbahn von 1965 bis 2014, die zusammen mit der Reißeckbahn bis unmittelbar zur Staumauer führte, war das Gebiet um den Großen Mühldorfer See für den Tourismus erschlossen. Darüber hinaus findet sich mit der Reißeckhütte (2287 m) eine Alpenvereinshütte bei der Staumauer.
Eine Besonderheit der Staumauer ist ein bis zu 12,3 m hoher und 8,7 m breiter Sohlengang, in dem 1994 der Regisseur Herbert Gantschacher mit Kar – Musiktheater für den Berg sogar eine Oper aufführen konnte.